# Hedetorpet
Hedetorpet är en bebyggelse invid nordöstra stranden av en nordlig vik av Öresjön väster om Trollhättan i Trollhättans kommun. 2020 avgränsade SCB här en småort.